# 詹加尔·桑塔尔
詹加尔·桑塔尔（英語：Jangal Santhal，又称；1925年—1988年12月3日）来自西孟加拉邦北部大吉岭Hatighisa村，是纳萨尔运动创始人之一。
桑塔尔是大吉岭县山区和塔莱地区的阿迪瓦西佃农、农民和茶叶工人中一位受人尊敬的人物。参加了1957年2月和1962年的印度共产党选举和1967年的印度共产党（马克思主义）选举，都未成功。
1967年5月18日，参加农民委员会，决心通过武装斗争将土地重新分配给佃农。5月23日，一名佃农在试图耕种土地时被房东的人殴打。第二天，当由索纳姆·旺迪（Sonam Wangdi）督察领导的警察部队来逮捕一些农民领袖时，遭到装备弓箭的桑塔尔集团的伏击，索纳姆·旺迪被杀。作为报复，1967年5月25日，警察开枪打死9名妇女和1名儿童。
1967年8月10日被捕，1979年获释，但被隔绝。1988年12月3日去世。